# Bulbostylis filamentosa
Bulbostylis filamentosa är en halvgräsart som först beskrevs av Vahl, och fick sitt nu gällande namn av Charles Baron Clarke. Bulbostylis filamentosa ingår i släktet Bulbostylis och familjen halvgräs. Inga underarter finns listade i Catalogue of Life.